# Fra Carnevale

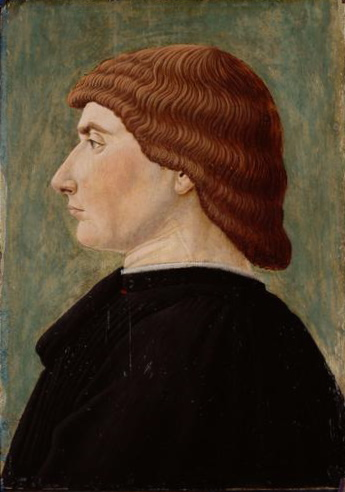
Retrato de Fra Carnavale de perfil (1470) Maestro del Panel de Barberini, Museo de Historia del Arte de Viena.

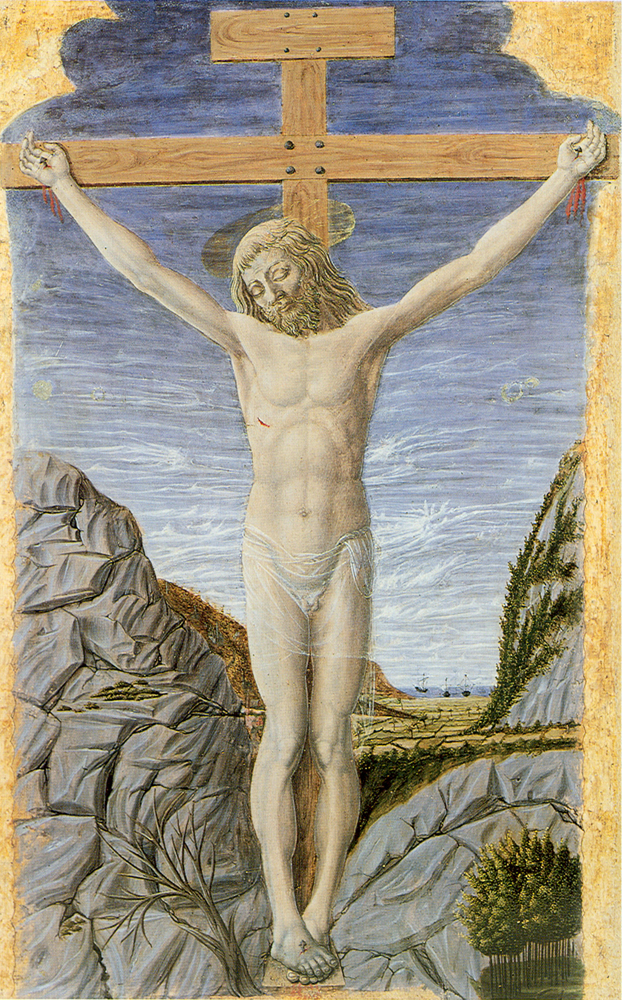
Crucifixión Galería Nacional de la Marche, Urbino.

Bartolomeo di Giovanni Corradini (Urbino, activo 1445 - idem. 1484), conocido artísticamente como Fra Carnevale, fue un pintor y arquitecto italiano del quattrocento que nació y murió en Urbino, donde realizó la mayor parte de su obra. Además fue ingeniero en la corte del duque de Urbino Federico III da Montefeltro.

## Biografía
Nació en Urbino, donde fue alumno del pintor de Ferrara Antonio Alberti, de estilo gótico tardío. Entre 1445 y 1446 trabajó en el taller de Fra Filippo Lippi (1406 – 1469) en Florencia, donde maduró su estilo. Además de las enseñanzas de Filippo Lippi, recogió también las sugerencias perspectivo-espaciales de Brunelleschi (1377 – 1446), Donatello (1386 – 1466) y Leon Battista Alberti (1404 – 1472). Particularmente relevante fue el encuentro con Domenico Veneziano (1410 – 1461), de quien imitó la atención al natural y los detalles, de impronta flamenca, y la predilección por las amplias vistas panorámicas y por los colores claros y limpios.
En 1449 entró en la orden de los dominicos con el nombre de Fray Carnavale o Carnovale. Más tarde regresó a Urbino, donde supervisó las labores de la arquitectura y decoración de la iglesia del convento de Santo Domingo, en 1451, y participó en la ampliación de la catedral de Urbino en 1455.
En la corte, culta y fina, de Federico de Montefeltro, la vida de fra Carnavale tuvo que cruzarse indudablemente con la de Piero della Francesca (1415/1420 – 1492), pero no hay información precisa sobre su relación.
Desde 1461 fue párroco de San Cassiano di Cavallino, cerca de Urbino.
En 1466 recibió -como testimonia Vasari- la comisión para la construcción de un retablo dedicado a la Iglesia de Santa María della Bella, de nuevo en Urbino. Vasari lo cita en sus obra Vidas como Carnovale da Urbino, cuando en referencia a Bramante (1444 – 1514) afirma que el padre lo encaminó hacia la pintura: «de la que él estudió mucho las obras de Bartolomeo, y las de Carnovale de Urbino, que hizo el panel de Santa María de la Bella en Urbino». La imagen fue confiscada por el cardenal Antonio Barberini en 1631 y se ha identificado con dos paneles de su colección (Museo Metropolitano de Arte de Nueva York y Museo de Bellas Artes, Boston).
En la parte final de su vida el impulso religioso parece prevalecer sobre el artístico. Murió en 1484, dejando testamentado disposiciones en favor de su convento y de la enseñanza para la predicación.
Según Farquhar fue maestro de Giovanni Santi (1435 – 1494).

## Estilo
Pocas obras han llegado a la actualidad de la mano de Fra Carnevale. A partir de ellas podemos deducir el gran interés que sintió el artista por las perspectivas arquitectónicas, que representó frecuentemente en sus tablas, a veces de manera extravagante pero siempre bien calculada. Se nos muestra como un pintor muy dotado, siempre atento a la representación realista de los detalles y los efectos de la luz sobre el color, expresados siempre en un lenguaje notablemente clasicista, lo que revela sus contactos con los humanistas que frecuentaban la corte ducal de Urbino.

## Obras
- Anunciación, Pinacoteca Clásica, Múnich.

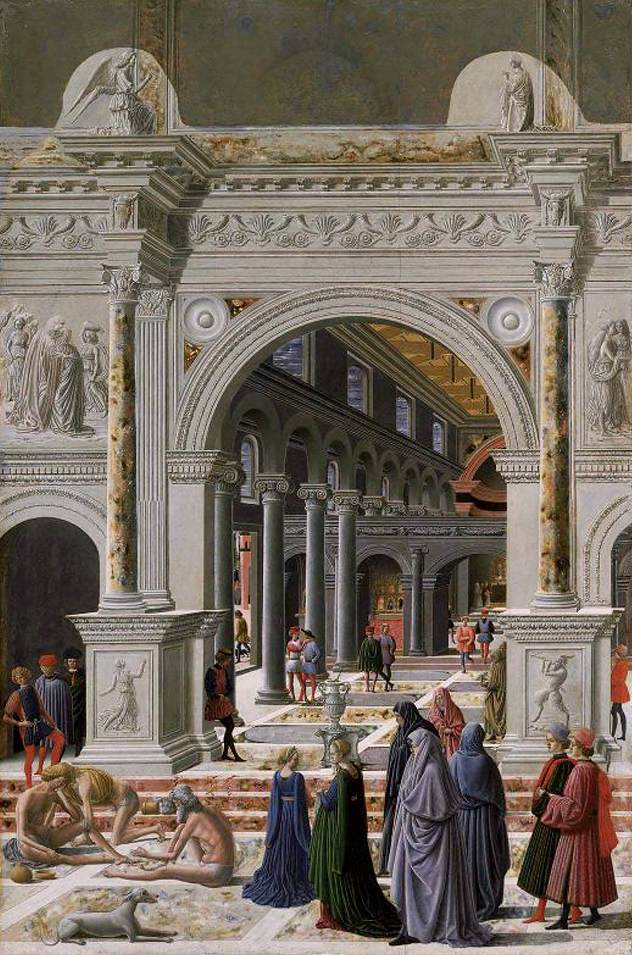
Presentación de la Virgen en el Templo (sobre 1467) Museo de Bellas Artes, Boston.

- Anunciación, Galería Nacional de Arte, Colección Samuel H. Berro, Washington D. C..
- Nacimiento de la Virgen, Museo Metropolitano de Arte, Nueva York.
- Presentación de la Virgen en el Templo, para la iglesia de Santa Maria della Bella en Urbino, que pasó en la colección Barberini y actualmente se encuentra en el Museo de Bellas Artes, Boston.
- Paneles de un políptico desmembrado y desperdigado:
  - San Pedro, Pinacoteca de Brera, Milán
  - San Francisco, Biblioteca de la Pinacoteca Ambrosiana, Milán.
  - San Juan Bautista, Museo de la Santa Casa, Loreto.
  - Crucifixión, Galería Nacional de la Marche, Urbino.

### Atribuciones polémicas
Durante muchos años se agrupó bajo la atribución a un desconocido Maestro de los Paneles Barberini a un grupo de obras en las cuales era posible reconocer una autoría común. Los expertos han llegado a la conclusión de que este artista anónimo puede ser identificado con bastante seguridad como el monje Fra Bartolomeo Corradini.
- Federico Zeri, en 1961, atribuía los paneles de Nueva York y Boston, al anónimo Maestro del Panel de Barberini, después, dicha atribución fue adoptada por varias revistas de arte como, en 2002, La Garzantina.
- El retablo de Montefeltro le fue atribuido cuando entró en 1811 en la Pinacoteca de Brera, pero más tarde fue reconocida como una obra de Piero della Francesca.
- Ciudad ideal (Galería Nacional de la Marche, Urbino) es un panel homenaje al arte de la arquitectura y la perspectiva donde se han tomado medidas para manifestar los valores de la armonía y la belleza de la ciudad ideal del Humanismo; era, hasta hace poco, atribuida a Piero della Francesca, pero ahora parece volver a ser atribuida a Fra Carnevale aunque hay una dudosa relación con una segunda hipótesis en favor de Luciano Laurana (1420 – 1479), el arquitecto responsable de la construcción de la parte superior del Palacio Ducal de Urbino.